# Джорджтаун (округ, Південна Кароліна)
Шаблон:StateAbbr_ 33°25′ пн. ш. 79°18′ зх. д. / 33.41° пн. ш. 79.3° зх. д.
Округ Джорджтаун (англ. Georgetown County) — округ (графство) у штаті Південна Кароліна, США. Ідентифікатор округу 45043.

## Історія
Округ утворений 1769 року.

## Демографія
За даними перепису 
2000 року 
загальне населення округу становило 55797 осіб, зокрема міського населення було 30544, а сільського — 25253.
Серед мешканців округу чоловіків було 26700, а жінок — 29097. В окрузі було 21659 домогосподарств, 15844 родин, які мешкали в 28282 будинках.
Середній розмір родини становив 3,01.
Віковий розподіл населення поданий у таблиці:
| Стать    | До 15 років | 15-21 | 22-29 | 30-39 | 40-49 | 50-65 | 65-85 | Понад 85 |
| -------- | ----------- | ----- | ----- | ----- | ----- | ----- | ----- | -------- |
| Чоловіки | 5897        | 2441  | 2406  | 3415  | 3966  | 4888  | 3488  | 199      |
| Жінки    | 5682        | 2499  | 2547  | 3677  | 4457  | 5568  | 4209  | 458      |

## Суміжні округи
- Меріон — північ
- Горрі — північний схід
- Чарлстон — південний захід
- Берклі — захід
- Вільямсберг — північний захід

## Виноски
1. ↑  U.S. Decennial Census. United States Census Bureau. Архів оригіналу за 26 квітня 2015. Процитовано 17 березня 2015.
2. ↑  Historical Census Browser. University of Virginia Library. Архів оригіналу за 11 серпня 2012. Процитовано 17 березня 2015.
3. ↑  Forstall, Richard L., ред. (27 березня 1995). Population of Counties by Decennial Census: 1900 to 1990. United States Census Bureau. Архів оригіналу за 2 лютого 2015. Процитовано 17 березня 2015.
4. ↑  Census 2000 PHC-T-4. Ranking Tables for Counties: 1990 and 2000 (PDF). United States Census Bureau. 2 квітня 2001. Архів оригіналу (PDF) за 18 грудня 2014. Процитовано 17 березня 2015.
5. ↑  State & County QuickFacts. United States Census Bureau. Архів оригіналу за 6 червня 2011. Процитовано 22 листопада 2013.(англ.) Наведено за англійською вікіпедією.
6. ↑  American FactFinder. Бюро перепису населення США. Архів оригіналу за 21 травня 2008. Процитовано 31 січня 2008.

| США | Це незавершена стаття з географії США. Ви можете допомогти проєкту, виправивши або дописавши її. |